# Caroline Wozniacki
Caroline Wozniacki, danska tenisačica, * 11. julij 1990, Odense, Danska.
Caroline Wozniacki je nekdanja vodilna na lestvici WTA, kar ji je uspelo kot prvi skandinavski tenisačici. Sezono je končala na prvem mestu v letih 2010 in 2011.
V karieri je osvojila 30 turnirjev WTA, tudi šest v letih 2010 in 2011, kar je največ med letoma 2008 in 2011. Leta 2018 je osvojila Odprto prvenstvo Avstralije, svoj edini turnir za Grand Slam, in ponovno zasedla vodilno mesto na lestvici WTA. Na turnirjih za Odprto prvenstvo se je dvakrat uvrstila v finale, na turnirjih za Odprto prvenstvo Francije dvakrat v polfinale, na turnirjih za Odprto prvenstvo Anglije pa najdlje v četrti krog. Decembra 2019 je napovedala konec kariere po turnirju za Odprto prvenstvo Avstralije leta 2020, ki ga je končala v tretjem krogu.

## Finali Grand Slamov (3)

### Zmage (1)
| Leto | Turnir                      | Nasprotnica v finalu | Rezultat finala    |
| 2018 | Odprto prvenstvo Avstralije | Simona Halep         | 7–6(7–2), 3–6, 6–4 |

### Porazi (2)
| Leto | Turnir               | Nasprotnica v finalu | Rezultat finala |
| 2009 | Odprto prvenstvo ZDA | Kim Clijsters        | 5–7, 3–6        |
| 2014 | Odprto prvenstvo ZDA | Serena Williams      | 3–6, 3–6        |